# Піскуновський Костянтин Володимирович
Костянтин Володимирович Піскуновський (Пискуновський) (нар. 14 лютого 1950, місто Одеса Одеської області) — український діяч, генеральний директор об'єднання, президент корпорації «Укрнафтопродукт». Народний депутат України 1—2-го скликань (з 1992 року).

## Біографія
Народився у родині робітників.
У 1967—1971 роках — студент Одеського інституту народного господарства, економіст.
У серпні 1971 — січні 1972 року — інженер-економіст Центральної нормативно-дослідної станції, у січні — травні 1972 року — інженер відділу фінансів, праці та заробітної плати «Головнафтапостачзбуту» при Раді Міністрів УРСР.
У травні 1972 — травні 1973 року — служба в Радянській армії: в/ч 52886, місто Сміла.
У травні 1973 — січні 1980 року — інженер, старший економіст, начальник відділу «Головнафтапостачзбуту» при Раді Міністрів УРСР.
Член КПРС.
У січні 1980 — лютому 1992 року — начальник відділу, начальник управління, заступник голови, 1-й заступник голови Державного комітету із забезпечення нафтопродуктами Української РСР.
У січні 1992 — лютому 1993 року — 1-й віце-президент Української державної компанії «Укрнафтохім».
1.03.1992 року обраний народним депутатом України 1-го демократичного скликання, 1-й тур, 61,89 % голосів, 4 претенденти. Член Комісії ВР України з питань розвитку базових галузей народного господарства.
У лютому — серпні 1993 року — заступник голови Державного комітету України з нафти і газу.
У серпні 1993 — листопаді 1994 року — генеральний директор об'єднання «Укрнафтопродукт» Держкомнафтогазу України.
Народний депутат України 2-го демократичного скликання з квітня 1994 (2-й тур) до квітня 1998, Ямпільський виборчий округ № 63, Вінницька область, висунутий виборцями. Голова підкомітету з питань паливних галузей промисловості Комітету з питань паливно-енергетичного комплексу, транспорту і зв'язку. Член депутатської групи «Незалежні» (до цього — член депутатської групи «Центр»).
З травня 1998 року — президент корпорації «Укрнафтопродукт».
Потім — на пенсії.